# 889
| 889                |
| ------------------ |
| Dødsfald - Fødsler |
|                    |

| Gregoriansk kalender | 889 DCCCLXXXIX          |
| Ab urbe condita      | 1642                    |
| Armensk kalender     | 338 ԹՎ ՅԼԸ              |
| Kinesiske kalender   | 3585 – 3586 戊申 – 己酉 |
| Etiopisk kalender    | 881 – 882               |
| Jødisk kalender      | 4649 – 4650             |
| Hindukalendere       |                         |
| - Vikram Samvat      | 944 – 945               |
| - Shaka Samvat       | 811 – 812               |
| - Kali Yuga          | 3990 – 3991             |
| Iransk kalender      | 267 – 268               |
| Islamisk kalender    | 275 – 276               |

Se også 889 (tal)

## Dødsfald
| År | Spire Denne artikel om et år, årti, århundrede eller årtusinde er en spire som bør udbygges. Du er velkommen til at hjælpe Wikipedia ved at udvide den. |